# ستالينغراد (فلم 2013)
ستالينغراد (بالإنجليزية: Stalingrad) هو فيلم دراما أُصدر في روسيا سنة 2013.

## طاقم التمثيل
- بيوتر فيودوروف
- ديميتري ليسنكوف
- ألاكسي باراباش
- أندري سمولياكوف

## الميزانية والإيرادات
بلغت تكلفة إنتاج الفيلم حوالي 30,000,000 دولار بينما حقق أرباحاً تقدر بـ 66,130,000 دولار.

## وصلات خارجية
- Official Website
- ستالينغراد على موقع IMDb (الإنجليزية)
- ستالينغراد على موقع ميتاكريتيك (الإنجليزية)
- ستالينغراد على موقع روتن توميتوز (الإنجليزية)
- ستالينغراد على موقع نتفليكس (الإنجليزية)
- ستالينغراد على موقع ألو سيني (الفرنسية)
- ستالينغراد على موقع Turner Classic Movies (الإنجليزية)
- ستالينغراد على موقع أول موفي (الإنجليزية)
- ستالينغراد على موقع بوكس أوفيس موجو (الإنجليزية)
- ستالينغراد على موقع فيلمافينيتي (الإسبانية)
- ستالينغراد على موقع قاعدة بيانات الأفلام السويدية (السويدية)